# Canal Rideau
O Canal Rideau é um canal localizado em Ontário, Canadá. Corta a cidade de Ottawa, a capital do Canadá. É um ponto turístico importante da cidade, com diversas trilhas e ruas arborizadas e parques em suas proximidades. É Património Mundial da UNESCO desde 2007.

## Clima
No verão (aproximadamente 17°C em Ottawa) se torna navegável, mas por ser relativamente estreito, o canal é utilizado primariamente para turismo. Há fiscalização para não acontecer transportes de produtos ilegais. É navegável entre maio e setembro, que é o período mais quente.
Devido à neve, o canal fica congelado até sete metros de profundidade, impossibilitando a navegação de barcos. Com o gelo, o canal é utilizado como uma imensa pista de patinação no gelo, a maior do mundo. É também usado para praticar hóquei no gelo. O período de patinação vai de dezembro até o início de março, depois de março o gelo começa a derreter gradualmente, diminuindo a espessura do gelo, iniciando o período de navegação.
|  |

## O canal
O Canal Rideau tem um comprimento de até 200 quilômetros, e corta as seguintes cidades:
- Ottawa, Ontario
- Smiths Falls, Ontario
- Merrickville, Ontario
- Westport, Ontario
- Battersea, Ontario
- Kingston, Ontario